# ۹۴۴ (میلادی)
۹۴۴ (میلادی) نهصد و چهل و چهارمین سال تقویم میلادی است.

## درگذشتگان
‎